# Benson & Hedges World Series 1992/93
Die Benson & Hedges World Series 1992/93 war ein Drei-Nationen-Turnier, das vom 4. Dezember 1992 bis zum 18. Januar 1993 in Australien im One-Day Cricket ausgetragen wurde. Bei dem zur internationalen Cricket-Saison 1992/93 gehörenden Turnier nahmen neben dem Gastgeber die Mannschaften aus Pakistan und den West Indies teil. Im Finale konnten sich die West Indies mit zwei Siegen gegen Australien durchsetzen.

## Vorgeschichte
Das Turnier fand neben der parallel verlaufenden Test-Serie der West Indies in Australien statt. Pakistan bestritten zuvor einen Tour in Neuseeland.

## Format
In einer Vorrunde spielte jede Mannschaft gegen jede vier Mal. Für einen Sieg gab es zwei, für ein Unentschieden oder No Result einen Punkt. Die beiden Gruppenersten qualifizierten sich für das Finale und spielten dort um den Turniersieg in einer Best-of-Three-Serie.

## Stadien
Die folgenden Stadien wurden für das Turnier ausgewählt.
| Stadion                  | Stadt     | Kapazität | Spiele                        |
| ------------------------ | --------- | --------- | ----------------------------- |
| Adelaide Oval            | Adelaide  | 53.583    | 5. & 6. Spiel                 |
| The Gabba                | Brisbane  | 42.000    | 9. & 10. Spiel                |
| Bellerive Oval           | Hobart    | 20.000    | 4. Spiel                      |
| Melbourne Cricket Ground | Melbourne | 100.024   | 7. & 11. Spiel; 2. Finale     |
| WACA Ground              | Perth     | 20.000    | 1. & 2. Spiel                 |
| Sydney Cricket Ground    | Sydney    | 48.000    | 3., 8. % 12. Spiel; 1. Finale |

## Spiele

### Vorrunde
Tabelle
| Teams       | Sp. | S | N | U | R | NR | Punkte | NRR    |
| ----------- | --- | - | - | - | - | -- | ------ | ------ |
| Australien  | 8   | 5 | 2 | 1 | 0 | 0  | 11     | +0.167 |
| West Indies | 8   | 5 | 3 | 0 | 0 | 0  | 10     | +0.794 |
| Pakistan    | 8   | 1 | 6 | 1 | 0 | 0  | 3      | −0.829 |

Sieg: 2 Punkte; Remis: 1 Punkte
Spiele
| 4. Dezember Scorecard | Perth | West Indies 197-9 (50)         | – | Pakistan 199-5 (49.2) |
|                       |       | Pakistan gewinnt mit 5 Wickets |   |                       |

| 6. Dezember Scorecard | Perth | Australien 160-7 (50)             | – | West Indies 164-1 (38.3) |
|                       |       | West Indies gewinnt mit 9 Wickets |   |                          |

| 8. Dezember Scorecard | Sydney | Australien 101-9 (30/30)       | – | West Indies 87 (29.3/30) |
|                       |        | Australien gewinnt mit 14 Runs |   |                          |

| 10. Dezember Scorecard | Hobart | Australien 228-7 (50) | – | Pakistan 228-9 (50) |
|                        |        | Spiel unentschieden   |   |                     |

| 12. Dezember Scorecard | Adelaide | West Indies 177-7 (42/42)      | – | Pakistan 173 (41.5/42) |
|                        |          | West Indies gewinnt mit 4 Runs |   |                        |

| 13. Dezember Scorecard | Adelaide | Pakistan 195-6 (47/47)           | – | Australien 196-2 (45/47) |
|                        |          | Australien gewinnt mit 8 Wickets |   |                          |

| 15. Dezember Scorecard | Melbourne | Australien 198-8 (50)         | – | West Indies 194 (50) |
|                        |           | Australien gewinnt mit 4 Runs |   |                      |

| 17. Dezember Scorecard | Sydney | West Indies 214-9 (50)           | – | Pakistan 81 (48) |
|                        |        | West Indies gewinnt mit 133 Runs |   |                  |

| 9. Januar Scorecard | Brisbane | Pakistan 71 (23.4)                | – | West Indies 72-1 (19.2) |
|                     |          | West Indies gewinnt mit 9 Wickets |   |                         |

| 10. Januar Scorecard | Brisbane | West Indies 197-9 (50)         | – | Australien 190 (49) |
|                      |          | West Indies gewinnt mit 7 Runs |   |                     |

| 12. Januar Scorecard | Melbourne | Australien 212-6 (50)          | – | Pakistan 180-7 (50) |
|                      |           | Australien gewinnt mit 32 Runs |   |                     |

| 14. Januar Scorecard | Sydney | Australien 260-8 (50)          | – | Pakistan 237-6 (50) |
|                      |        | Australien gewinnt mit 23 Runs |   |                     |

### Finale
| 16. Januar Scorecard | Sydney | West Indies 239-8 (50)          | – | Australien 214 (49.3) |
|                      |        | West Indies gewinnt mit 25 Runs |   |                       |

| 18. Januar Scorecard | Melbourne | Australien 147 (47.3)             | – | West Indies 148-6 (47) |
|                      |           | West Indies gewinnt mit 4 Wickets |   |                        |